# 三沟穴甲属
三沟穴甲属（学名：Triboderus）是一类鞘翅目穴甲科的昆虫，主要分布在非洲地区，少数分布在印度和中国广东地区。
三沟穴甲属的特征在于触角由10节组成，末两节呈膨大状。前胸背板呈近梯形状，背面中央及近后端具有凹陷。